# Organización territorial de Túnez

Mapa de las gobernaciones de Túnez.

La organización de territorial de Túnez está compuesta por un total 24 gobernaciones (muhafazat en árabe):
- Ariana
- Béja
- Ben Arous
- Bizerta
- Gabes
- Gafsa
- Jendouba
- Kairuán
- Kasserine
- Kebili
- Kef
- Mahdia
- Manouba
- Medenine
- Monastir
- Nabeul
- Sfax
- Sidi Bou Said
- Siliana
- Susa
- Tataouine
- Tozeur
- Túnez
- Zaghouan

- Datos: Q7631079
- Multimedia: Subdivisions of Tunisia / Q7631079